# Anthemideae
Anthemideae, tribus glavočika cjevnjača. Ime je došlo po rodu Anthemis, u hrvatskom jeziku poznatom kao jarmen ili rimska kamilica. Postoji podjela na 19 podtribusa.

## Tribusi i rodovi
1. Tribus Anthemideae Cass.
  1. Subtribus Osmitopsidinae Oberpr. & Himmelr.
    1. Osmitopsis Cass. (9 spp.)

  2. Subtribus Cotulinae Kitt.
    1. Schistostephium Less. (8 spp.)
    2. Soliva Ruiz & Pav. (5 spp.)
    3. Leptinella Cass. (34 spp.)
    4. Cotula L. (58 spp.)
    5. Hilliardia B. Nord. (1 sp.)
    6. Hippia L. (9 spp.)
    7. Adenanthellum B. Nord. (1 sp.)
    8. Inezia E. Phillips (2 spp.)
    9. Thaminophyllum Harv. (3 spp.)
    10. Lidbeckia Bergius (3 spp.)

  3. Subtribus Ursiniinae K. Bremer & Humphries
    1. Ursinia Gaertn. (44 spp.)

  4. Subtribus Inulantherinae Oberpr. & Töpfer
    1. Inulanthera Källersjö (9 spp.)

  5. Subtribus Athanasiinae Lindl. ex Pfeiff.
    1. Eriocephalus L. (32 spp.)
    2. Adenoglossa B. Nord. (1 sp.)
    3. Lasiospermum Lag. (4 spp.)
    4. Hymenolepis Cass. (10 spp.)
    5. Athanasia L. (41 spp.)
    6. Leucoptera B. Nord. (3 spp.)

  6. Subtribus Phymasperminae Oberpr. & Himmelr.
    1. Phymaspermum Less. (24 spp.)
    2. Gymnopentzia Benth. (1 sp.)
    3. Eumorphia DC. (6 spp.)

  7. Subtribus Pentziinae Oberpr. & Himmelr.
    1. Myxopappus Källersjö (2 spp.)
    2. Marasmodes DC. (13 spp.)
    3. Cymbopappus B. Nord. (3 spp.)
    4. Pentzia Thunb. (31 spp.)
    5. Oncosiphon Källersjö (8 spp.)
    6. Foveolina Källersjö (5 spp.)

  8. Subtribus Handeliinae K. Bremer & Humphries
    1. Ugamia Pavlov (1 sp.)
    2. Cancrinia Kar. & Kir. (7 spp.)
    3. Microcephala Pobed. (4 spp.)
    4. Trichanthemis Regel & Schmalh. (10 spp.)
    5. Richteria Kar. & Kir. (10 spp.)
    6. Tanacetopsis (Tzvelev) Kovalevsk (24 spp.)
    7. Lepidolopsis Poljakov (2 spp.)
    8. Allardia DC. (9 spp.)
    9. Sclerorhachis (Rech. fil.) Rech. fil. (7 spp.)
    10. Polychrysum (Tzvelev) Kovalevsk. (1 sp.)
    11. Handelia Heimerl (1 sp.)
    12. Pseudohandelia Tzvelev (1 sp.)

  9. Subtribus Artemisiinae Less.
    1. Lepidolopha C. Winkl. (8 spp.)
    2. Elachanthemum Y. Ling & Y. R. Ling (1 sp.)
    3. Arctanthemum (Tzvelev) Tzvelev (3 spp.)
    4. Ajania Poljakov (40 spp.)
    5. Ajaniopsis C. Shih (1 sp.)
    6. Leucanthemella Tzvelev (2 spp.)
    7. Crossostephium Less. (1 sp.)
    8. Delwiensia W. A. Weber & R. C. Wittmann (1 sp.)
    9. Artemisia L. (485 spp.)
    10. Nipponanthemum (Kitam.) Kitam. (1 sp.)
    11. Artemisiella Ghafoor (1 sp.)
    12. Phaeostigma Muldashev (3 spp.)
    13. Turaniphytum Poljakov (2 spp.)
    14. Mausolea Bunge ex Poljakov (1 sp.)
    15. Hippolytia Poljakov (19 spp.)
    16. Neopallasia Poljakov (1 sp.)
    17. Chrysanthemum L. (40 spp.)
    18. Opisthopappus C. Shih (1 sp.)
    19. Tridactylina (DC.) Sch. Bip. (1 sp.)
    20. Kaschgaria Poljakov (2 spp.)
    21. Filifolium Kitam. (1 sp.)
    22. Stilpnolepis Krasch. (1 sp.)
    23. Brachanthemum DC. (9 spp.)

  10. Subtribus Brocchiinae Oberpr. & Töpfer
    1. Brocchia Vis. (1 sp.)

  11. Subtribus Vogtiinae Oberpr. & Töpfer
    1. Vogtia Oberpr. & Sonboli (2 spp.)

  12. Subtribus Matricariinae Willk.
    1. Matricaria L. (5 spp.)
    2. Heliocauta Humphries (1 sp.)
    3. Anacyclus L. (9 spp.)
    4. Achillea L. (138 spp.)

  13. Subtribus Anthemidinae Dumort.
    1. Gonospermum Less. (7 spp.)
    2. Tanacetum L. (140 spp.)
    3. Xylanthemum Tzvelev (7 spp.)
    4. Archanthemis Lo Presti & Oberpr. (4 spp.)
    5. Nananthea DC. (1 sp.)
    6. Anthemis L. (161 spp.)
    7. Tripleurospermum Sch. Bip. (41 spp.)
    8. Cota J. Gay (37 spp.)

  14. Subtribus Leucanthemopsidinae Oberpr. & Himmelr.
    1. Castrilanthemum Vogt & Oberpr. (1 sp.)
    2. Hymenostemma Kunze ex Willk. (1 sp.)
    3. Leucanthemopsis (Giroux) Heywood (10 spp.)
    4. Prolongoa Boiss. (1 sp.)
    5. Phalacrocarpum (DC.) Willk. (1 sp.)

  15. Subtribus Lonadinae Oberpr. & Töpfer
    1. Lonas Adans. (1 sp.)

  16. Subtribus Lepidophorinae Oberpr. & Töpfer
    1. Lepidophorum Neck. (1 sp.)

  17. Subtribus Leucantheminae K. Bremer & Humphries
    1. Daveaua Willk. ex Mariz (1 sp.)
    2. Otospermum Willk. (1 sp.)
    3. Mauranthemum Vogt & Oberpr. (4 spp.)
    4. Rhodanthemum B. H. Wilcox, K. Bremer & Humphries (15 spp.)
    5. Leucanthemum Hill (51 spp.)
    6. Plagius L´Hér. ex DC. (3 spp.)
    7. Coleostephus Cass. (3 spp.)
    8. Glossopappus Kunze (1 sp.)
    9. Chrysanthoglossum B. H. Wilcox, K. Bremer & Humphries (2 spp.)
    10. Chlamydophora Ehrenb. ex Less. (1 sp.)
    11. Heteromera Pomel (2 spp.)

  18. Subtribus Santolininae Willk.
    1. Santolina L. (26 spp.)
    2. Rhetinolepis Coss. (1 sp.)
    3. Mecomischus Coss. ex Benth. & Hook. fil. (2 spp.)
    4. Cladanthus Cass. (5 spp.)
    5. Chamaemelum Mill. (2 spp.)

  19. Subtribus Glebionidinae Oberpr. & Himmelr.
    1. Endopappus Sch. Bip. (1 sp.)
    2. Otoglyphis Pomel (2 spp.)
    3. Nivellea B. H. Wilcox, K. Bremer & Humphries (1 sp.)
    4. Heteranthemis Schott (1 sp.)
    5. Argyranthemum Webb ex Sch. Bip. (24 spp.)
    6. Glebionis Cass. (3 spp.)